# Henri Seppälä
Henri Seppälä alias Henkka T. Blacksmith,  född 2 juli 1980 i Esbo i Finland, är basist i det finska melodiska death metal-bandet Children of Bodom. Seppälä betyder smed, därav smeknamnet "blacksmith", medan T:et står för hans smeknamn "Torso".